# Izaht
Izaht é uma ópera em quatro atos com compositor Heitor Villa-Lobos com libreto de Fernando Azevedo Júnior e Epaminondas Villalba Filho (pseudônimo de Villa-Lobos). Teve sua estreia como oratório em 1940 no Theatro Municipal do Rio de Janeiro e como ópera em 1958 no mesmo teatro.
A ópera é a junção de duas outras anteriores Aglaia e Elisa.

## Personagens
| Izaht           | soprano dramático |
| Eniht           | soprano lírico    |
| Condessa        | meio-soprano      |
| Bernard         | meio-soprano      |
| Mena            | soprano           |
| Visconde Gamart | tenor             |
| Conde Makian    | tenor dramático   |
| Perrouche       | barítono          |
| Fourn           | baixo             |
| Hadan           | barítono          |
| Alexandre       | baixo             |

## Resumo
Primeiro Ato
É noite. Na Taverna da Morte, mal construída nos subterrâneos de um castelo abandonado, situado num arrabalde afastado de Paris, o arruinado Conde Makian, chefe de uma quadrilha de facínoras, planeja, com o espião Hadan e o subchefe Perruche, roubar a Condessa de La Perle, chegada ao estrangeiro. É interrompido quando Izaht, a formosa e extraordinária bailarina, à frente de um corpo de boêmios, seus admiradores, chega à taverna, após o estrondoso sucesso alcançado naquela noite com o célebre “passo da morte”, nos bailados do afamado Montmartre.
Acompanhado de dois amigos, penetra no recinto o Visconde Gamart, estranho ao meio, que é observado pelo espião Hadan, o qual, imediatamente, comunica a Makian e a Perruche sua desconfiança de ser esse estrangeiro o companheiro da Condessa La Perle e de Eniht.
Izaht, desafiada por sua rival, Bernard, repete o “passo da morte” sobre a mesa onde se sentou, ao som da música entoada e ritmada pelos seus admiradores, apesar da interrupção e oposição de seu pai, Fourn. Após um crescendo frenético, Izaht fracassa no passo, devido à tonteira e falta de forças. O cigano, velho e rude, mais irritado, vinga-se barbaramente da filha, chicoteando-a brutalmente no lindo rosto, sendo impedido de continuar pela brusca e corajosa intervenção de Gamart, que lhe arranca o chicote das mãos.
Perruche, tentando agredir, traiçoeiramente, o estrangeiro (Gamart), é detido por Makian, quando Fourn, perguntando estupefato a Gamart “quem és, ó cavalheiro ousado?”, tem, como resposta incisiva, a frase “Visconde Gamart, o defensor dos fracos…”. Esta revelação salva a vida de Gamart, e Makian, lembrando-se dos seus planos com Perruche e de que fora revelado por Hadan, põe em liberdade o intruso, noivo de Eniht. Fourn aponta a Gamart a porta da Taverna e Izaht lança-lhe olhares de gratidão.
Segundo Ato
Noite seguinte, no Castelo de La Perle. A Condessa dá uma recepção pelo aniversário de Eniht, tida como filha adotiva. Numa das salas do Palácio, conversam a sós, quando são interrompidas pela chegadas dos primeiros convidados, dentre os quais, Gamart que, apressado, vem narrar à sua noiva o acontecido na noite anterior, na Taverna da Morte. Apresentam-se, inesperadamente, duas pessoas estranhas, recomendadas pó um amigo que sabia do apreço da Condessa La Perle pelas danças originais. São elas a célebre bailarina Izaht e seu secretário. Um convidado satírico lembra a “dança da morte” para completar o programa daquela noite. A Condessa, satisfeita e com grande curiosidade, franqueia a entrada aos dois e se retira para o salão com todos os convidados, inclusive Eniht e Gamart, para dar início ao programa artístico.
Izaht e seu secretário (Perruche disfarçado), introduzidos no Castelo e a sós na sala, conseguem um encontro fortuito com Gamart, a fim de que a formosa bailarina pudesse tentar seduzi-lo, enquanto Perruche procura ocultar-se. A sedução combina surpreendentemente com a s “danças da vida e da morte” que estão sendo executadas no salão interno. Esta tentação é intensa e envolvente, porém Gamart resiste, retirando-se vitorioso, observado por Mena, a dama de honra de Eniht, que ali passa acidentalmente.
Fracassada a tentativa, Perruche reaparece para salvar a situação e, juntamente com sua irmã, evadem-se do Castelo, enquanto Eniht é informada do que se passara. O escândalo é inevitável. A noiva de Gamart, inteirada da verdade, faz ver à sua mãe a inocência de Gamart. Vendo-o retirar-se silencioso e em presença de todos, tenta escapar da Condessa para ir encontrar-se com Gamart, mas, energicamente impedida por sua mãe, exclama soluçando: “Gamart!… Gamart!…”.
Terceiro Ato
Um gabinete de trabalho no palácio do Visconde Gamart. É noite. Perruche, disfarçado em criado e conseguindo ser admitido na residência do Visconde para executar seu plano combinado com Makian, penetra nos aposentos de Gamart, introduzido pelo mordomo Paulo. Na curta ausência de ambos, executa o arrombamento de um cofre, pondo-se a observar algo que lhe prendera a atenção, quando entram no recinto, conduzidos pelo inocente Paulo e o Conde Makian mais dois de seus companheiros, os quais apresentam-se como visitas do Visconde Gamart. No momento propício, libertam-se do velho mordomo e facilitam a entrada de Izaht, enquanto Makian escreve uma carta a Eniht, como se fora Gamart, marcando encontro com sua noiva. Finalmente, deixam Izaht só, à espera de Gamart, a fim de que tente nova sedução e favoreça os planos em vista. A inditosa bailarina, presa de um verdadeiro sentimento pelo nobre defensor (Gamart), lastima, dolorosamente, a infelicidade de seu amor e de sua situação, cedendo, porém, e ocultando-se quando o Visconde é anunciado por Perruche, o novo criado.
O Visconde é surpreendido pela aparição misteriosa de uma mulher, envolta em espesso véu, que tenta seduzi-lo e, reconhecendo naquela figura, a intrusa que se intrometera entre ele e Eniht, repele-a, indignado, apelando para seus empregados. Perruche e seus companheiros intervêm e subjugam Gamart, violado nos seus bens, tendo, porém, sua vida salva pela intervenção de Izaht, que, sempre grata e apaixonada pelo seu defensor, demonstra-lhe seus verdadeiros sentimentos, escondendo-se de seus companheiros para reaparecer, a fim de libertar o seu amado.
Quarto Ato
É noite de inverno. Nas imediações da Taverna da Morte, os bandidos continuam na execução de seus planos de pilhagem. Perruche relata a Makian como fez chegar a carta falsa de Gamart às mãos de Eniht, escondendo-se com o Conde antes da chegada de Eniht ao encontro marcado. Eniht comparece ao local indicado, mas, mal impressionada pelo ambiente e receosa de alguma cilada, quer retirar-se, quando aparece Makian tentando, com estudada calma, entretê-la até receber o sinal de Perruche. O Conde Makian sente-se impressionado pela presença e súplica de Eniht que, vendo a aproximação de um outro homem, nervosa e desconfiada, grita por socorro. É Perruche que, renunciando a maiores proveitos, vem associar-se a Makian na posse da presa. Makian, porém, reconhecendo Eniht como sua filha, após conjeturas e indagações, opõe-se à realização do plano, entrando em luta com Perruche, até que Fourn, embriagado, aparecendo numa das janelas do castelo arruinado, atira sobre um vulto suspeito que por ali passava. Um grito horrível faz separar os contendores, enquanto Perruche, reconhecendo a voz de Izaht, corre e encontra-a caída. Izaht, supondo a vinda de Gamart, e prevendo a luta inevitável, viera em auxílio do seu amado. O incidente é funesto e provoca o aparecimento de todos os freqüentadores da Taverna da Morte. O Conde Makian, transtornado pela emoção, pede à sua filha Eniht que socorra Izaht, mortalmente ferida, não conseguindo, entretanto, demovê-la do ódio pela rival moribunda. Nisto, entra Gamart à procura de Eniht, supreendendo-se pelo que vê. Izaht, que já voltou a si, clama por Gamart nos seus últimos momentos, mas Eniht, irredutível e interceptando os passos de seu noivo, é vencida pelas súplicas de todos, correndo para junto de seu pai. Pai e irmão, como todos os seus companheiros, rezam por Izaht, que morre nos braços de Gamart, recordando os primeiros encontros e dando-lhe o derradeiro adeus.

## Gravações
Por uma série de motivos como falta de interesse das nossas autoridades musicais, falta de partituras editadas, preconceito e tradicionalismo de óperas em outras línguas e direitos autorais das obras de Villa-Lobos, infelizmente essa ópera ainda não foi gravada.